# Lilo & Stitch (film 2025)
Lilo & Stitch è un film del 2025 diretto da Dean Fleischer Camp.
Prodotto dalla Walt Disney Pictures, è il remake live-action dell'omonimo film d'animazione del 2002.

## Trama
Sul pianeta Turo, il dottor Jumba Jookiba viene condannato dall'Alleanza Galattica per sperimentazione genetica illegale per aver creato l'Esperimento 626, una creatura aggressiva e quasi indistruttibile con capacità di apprendimento avanzate. Jumba viene dichiarato colpevole e imprigionato, mentre 626 viene condannato all'esilio per il suo comportamento distruttivo. Tuttavia, quest'ultimo riesce a fuggire rubando una navetta di pattuglia della polizia e usando la sua iperguida raggiunge il pianeta Terra, diretto all'isola hawaiana di Kauai. La Presidentessa del Consiglio offre a Jumba la libertà se cattura 626, accoppiandolo con l'agente Pleakley, un "esperto della Terra" e usando un dispositivo di camuffamento si "travestono da umani". 
Una ragazzina hawaiana di nome Lilo Pelekai viene espulsa dalla scuola di hula per aver spinto la bulla Mertle fuori dal palco a causa della frustrazione per l'assenza della sorella Nani. L'assistente sociale, la signora Kekoa, va a trovarla e la trova inadatta a prendersi cura della sorella, da quando sono rimaste orfane di entrambi i genitori, ma volendo aiutarla le chiede di completare una serie di compiti in una settimana, se riuscirà a soddisfarli metterà una buona parola per lei. Nani inoltre ha ottenuto una borsa di studio per l'Università della California, ma decide di rifiutare per badare alla sorella.
La sera stessa 626 si schianta vicino a un ricevimento nuziale, liberandosi del dispositivo di localizzazione e provoca danni alla festa (venendo ripreso) per sfamarsi, alla fine viene investito da un tram turistico, prima di essere portato in un rifugio per animali.
Il giorno dopo, sentendo che Lilo vuole un amico, la loro vicina Tūtū la porta al rifugio per animali dove è tenuto 626. Rendendosi conto che Jumba e Pleakley lo stanno cercando (avendo sentito degli eventi della notte prima), la creatura si spaccia per un cane (modificando il suo corpo) e permette a Lilo di adottarlo per proteggerlo (poiché la Presidentessa del Consiglio ha dato ordine che a nessun essere umano venga fatto del male e di non farsi scoprire). 626 intanto scopre di essere atterrato su un'isola poiché nel suo codice genetico c'è un'anomalia che lo rende pesante se entra a contatto con l'acqua, non può quindi fuggire e non essendoci città e costruzioni altissime, non può provocare il caos e ne soffre.
Nani li porta al suo lavoro al resort lūʻau con il suo fidanzato David Kawena. Lilo chiama 626 "Stitch" dopo che la sorella commenta di aver dovuto cucire un seggiolino auto che aveva strappato, dandogli del "pasticcione". I due si godono il resort, ma l'alieno provoca accidentalmente un incendio su un tavolo, portando al licenziamento di Nani. 
La ragazza riceve la visita di Kekoa e Cobra Bubbles, un agente della CIA che sta indagando sull'astronave ritrovata schiantata e che si finge un assistente sociale per investigare sotto copertura, avendo scoperto che Stitch è l'animale legato agli ultimi strani eventi e preleva un pelo dell'alieno. La donna esige che Nani trovi immediatamente un nuovo impiego. Nonostante i colloqui, viene respinta a causa delle bizzarrie di Stitch e Lilo. Intanto la bambina, vista la natura ribelle e combinaguai dell'alieno, cerca di insegnargli a essere gentile e rispettoso sia con persone che oggetti. Lilo aiuta la sorella a farsi assumere come istruttrice di surf e, dopo il suo primo turno, si divertono a surfare. Nel frattempo, Jumba e Pleakley tentano senza successo di catturare nuovamente Stitch mentre fa surf, facendo precipitare lui e le Pelekai, e quasi annegando Lilo quando l'alieno affonda. 
Dopo la guarigione della bambina, Kekoa dice a Nani che il governo hawaiano può coprire i costi dell'assicurazione sanitaria (che la ragazza non è riuscita a stipulare) se rinuncia alla sua tutela, cosa che lei accetta con riluttanza. Mentre le sorelle trascorrono un'ultima notte insieme, Stitch riflette sulle sue azioni e torna solennemente al rifugio per animali da solo. Nel frattempo, la Presidentessa del Consiglio, frustrata dal fallimento di Jumba nel catturare 626, annulla il loro accordo e ordina a Pleakley di riportare Jumba in prigione. Tuttavia, quest'ultimo abbandona l'amico, chiudendolo in una stanza e decide di catturare Stitch da solo.
Kekoa e Bubbles arrivano la mattina dopo e scoprono che Lilo è scappata dalla sua camera da letto. Loro e Nani iniziano a cercarla. La bambina trova Stitch al rifugio, ma Jumba arriva per catturarlo. Fuggono a casa dei Pelekai e affrontano Jumba, che nel frattempo si è tolto il travestimento, distruggendo la loro casa, facendo capire che anche Stitch è un alieno. Durante lo scontro, lo scienziato rivela che Stitch ha usato Lilo per proteggersi, portandolo, tormentato dai sensi di colpa, ad arrendersi.
Jumba porta Stitch a bordo della sua astronave, nascosta in fondo al mare, usando una pistola genera-portale, con l'intenzione di cancellare la sua nuova empatia. Tuttavia, Lilo si intrufola a bordo, libera Stitch, e insieme espellono Jumba dalla nave, che si schianta nell'oceano intrappolando i due sott'acqua. L'alieno coraggiosamente salva la bambina, liberandola dai resti dell'astronave, ma non riuscendo a nuotare fino alla superficie, annega.
Nani e David salvano Lilo, grazie a Cobra e Pleakley sono riusciti a rintracciarli, grazie a un segnalatore di quest' ultimo, lei si rifiuta di lasciare Stitch. David la riporta a riva mentre Nani nuota indietro per recuperare Stitch dal fondo dell'oceano. Raggiungono la riva, ma l'alieno rimane immobile. David rianima Stitch riavviando i suoi polmoni usando il pick-up di Nani e i cavi di ricarica. Poco dopo, la Presidentessa del Consiglio arriva e arresta di nuovo Jumba. Dopo aver visto il cambiamento di Stitch, tra cui aver imparato a parlare e amare, decide di lasciarlo in esilio sulla Terra con la sua nuova 'ohana', con Pleakley che accetta di restare come suo guardiano assieme a Cobra, il quale promette di nascondere l'esistenza degli alieni.
Mentre le Pelekai, Stitch e gli altri tornano a casa, Kekoa dice a Nani che può affidare la tutela di Lilo a David e Tūtū, permettendole di rimanere a casa. L'ohana quindi ripara la casa e vive felicemente insieme. Nani, che ora frequenta l'Università della California a San Diego per studiare biologia marina, usa la pistola portale di Jumba per visitare Lilo e Stitch a Kauai.

## Personaggi
- Lilo Pelekai: è la protagonista femminile del film. È una giovane bambina che vive alle Hawaii e che si sente mal sopportata da tutti. Stringe una forte amicizia con Stitch. È interpretata da Maia Kealoha.
- Stitch/Esperimento 626: è il protagonista del film. È un alieno blu, simile ad un cane o un koala, che viene creato da Jumba Jookiba, inizialmente aggressivo e distruggi tutto, finisce con instaurare una forte amicizia con Lilo. È doppiato da Chris Sanders.
- Nani Pelekai: sorella di Lilo, si prende cura di lei da quando sono morti i genitori e sono rimaste orfane. Inizialmente non vede di buon occhio Stitch. È interpretata da Sydney Agudong.
- David Kawena: il fidanzato di Nani. È interpretato da Kaipo Dudoit.
- Jumba Jookiba: l'alieno creatore di Stitch. Viene mandato dalla Presidentessa del consiglio, insieme a Pleakey a recuperare Stitch dalla Terra, essendo pericoloso. Alla fine viene arrestato. È interpretato e doppiato da Zach Galifianakis.
- Pleakley: un alieno verde che viene incaricato di aiutare Jumba nella missione. Alla fine resta con Lilo, Stitch e la loro famiglia a vivere sulla Terra. È interpretato e doppiato da Billy Magnussen.
- Cobra Bubbles: un assistente della CIA che usa la copertura di assistente sociale. È interpretato da Courtney B. Vance.
- Presidentessa del consiglio: la rigida presidente della federazione degli alieni, che manda Jumba e Pleakey a rapire Stitch. Alla fine accetta che il protagonista rimanga a vivere sulla Terra. È doppiata da Hannah Waddingham.

## Produzione
Nell'ottobre del 2018 era stato annunciato che la Disney aveva intenzione di produrre un remake in live action del film d'animazione Lilo & Stitch (2002), la sua produzione venne però posticipata a causa del COVID-19. Inizialmente lo sceneggiatore del film era Mike Van Waes, sostituito poi da Chris Kekaniokalani Bright; per la regia era invece inizialmente in trattativa Jon M. Chu, il ruolo è stato però affidato a Dean Fleischer Camp, già regista di Marcel the Shell (2021).
L'animazione e le riprese del film sono cominciate nel 2022, e il cast definitivo è stato annunciato nell'aprile del 2023; la pellicola ha subito altri ritardi a causa dello sciopero degli sceneggiatori nello stesso anno. Le riprese, avvenute prevalentemente in Oahu nelle Hawaii, sarebbero dovute cominciare il 13 marzo 2023 e terminare il 16 giugno dello stesso anno, tuttavia il primo giorno di riprese è stato posticipato al 17 aprile.
Tia Carrere, Amy Hill e Jason Scott Lee avevano già partecipato al film d’animazione del 2002 Lilo & Stitch come doppiatori, rispettivamente di Nani, della signora Hasagawa e di David Kawena; nel live action del 2025 vengono scelti per interpretare l’assistente sociale che cura il caso di Lilo, la nonna di David nonché vicina delle Pelekai ed il proprietario del resort dove Nani lavora all’inizio del film.

## Promozione
Il teaser trailer del film è stato pubblicato il 25 novembre 2024. Il trailer ufficiale, invece, il 12 marzo 2025.

## Distribuzione
Il film è stato distribuito nelle sale italiane dal 21 maggio 2025 e in quelle nordamericane dal 23 maggio.

### Edizione Italiana
Il doppiaggio italiano, come il classico animato del 2002, è stato diretto da Leslie La Penna su dialoghi di Ilaria Tornesi per conto della Iyuno Italy che si è occupata anche della sonorizzazione.
Nell'edizione italiana del film Paolo Buglioni riprende il ruolo di Cobra Bubbles, già interpretato nel resto del franchise, mentre Paolo De Santis riprende il ruolo di Stitch dopo averlo doppiato nella serie anime Stitch!.

## Accoglienza

### Incassi
Con 183 milioni di dollari, Lilo & Stitch ha avuto la miglior apertura domestica di sempre per un weekend del Memorial Day, superando il record di Top Gun: Maverick (160 milioni nel 2022).
A fronte di un budget di 100 milioni di dollari, il film ha incassato 421743335 $ in Nord America e 608760933 $ nel resto del mondo, per un totale di 1030504268 $.  È il secondo incasso mondiale del 2025, dietro Ne Zha 2 ed il 40º film con maggiori incassi in Canada e negli Stati Uniti. In Italia ha incassato 22347663 €, divenendo il maggior incasso dell'anno ed il 40º di sempre.

### Critica
Il film ha ricevuto recensioni positive da parte della critica. Sull'aggregatore di recensioni Rotten Tomatoes ha un indice di gradimento del 72% basato su 213 recensioni, con un voto medio di 6,1 su 10. Su Metacritic ottiene un punteggio di 53 su 100 basato su 39 recensioni.
Diversi cambiamenti apportati al remake sono stati criticati, tra cui la rimozione del travestimento da donna di Pleakley, l'assenza del Capitano Gantu, la sostituzione di quest'ultimo come antagonista principale con Jumba e la decisione di far rinunciare Nani alla sua tutela su Lilo.

## Sequel
Il 26 giugno 2025 è stato annunciato Lilo & Stitch 2, il sequel del remake.